# Zoomorfismo
Lo zoomorfismo è l'attribuzione di caratteristiche e qualità animali ad esseri umani o inanimati o a fenomeni naturali o soprannaturali, in particolare divinità.
Il termine deriva da due etimi greci, ζῷον (zōon), "animale", e μορφή (morphē), "forma".

## Zoomorfismo nelle religioni
Si possono trovare molti esempi di zoomorfismo nei vari culti religiosi (specialmente in quelli zoolatrici). Basti pensare alla religione egizia, secondo la quale gran parte degli dei avevano sembianze zoomorfiche (come Anubi, dal volto di sciacallo, ed Horus, dal volto di falco). Ma è riscontrabile anche nell'attualità: ad esempio, Ganesha è un dio indù dalla testa di elefante.

## Zoomorfismo nella cultura
Lo zoomorfismo non attiene soltanto alla sfera religiosa ma è riscontrabile nella cultura popolare a vari livelli.
Fra gli esempi più datati possiamo trovare gli antichi miti greci, come quello del minotauro, essere mostruoso dal corpo umano e dalla testa di toro, o il centauro, per metà cavallo e per metà uomo.
Più recentemente, lo zoomorfismo può essere riscontrato sia nella letteratura che nel cinema, soprattutto nei generi fantascientifici, dall'horror al fantasy.

## Galleria d'immagini

Anubi
Horus
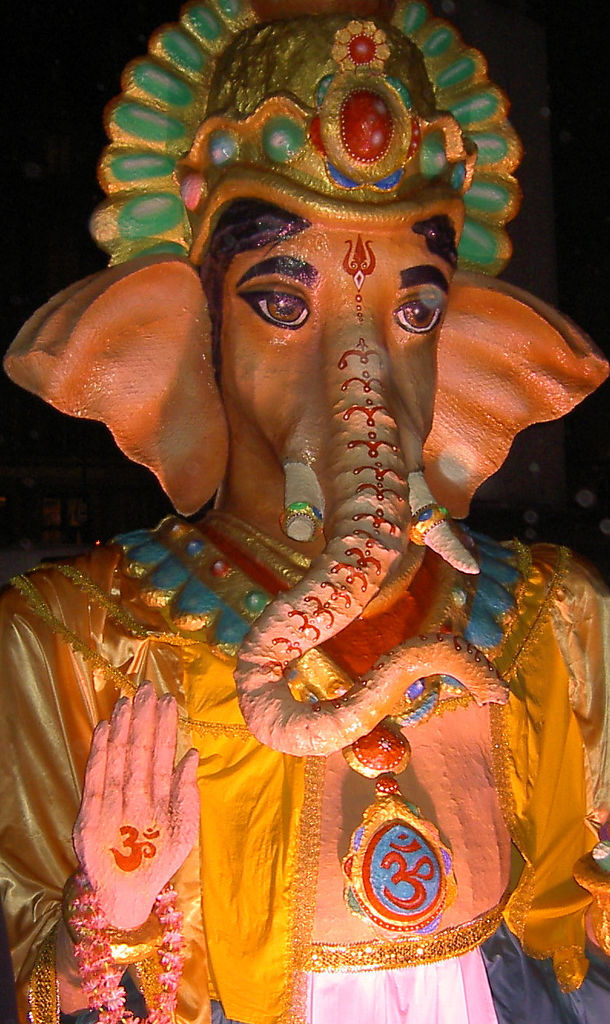
Ganesha
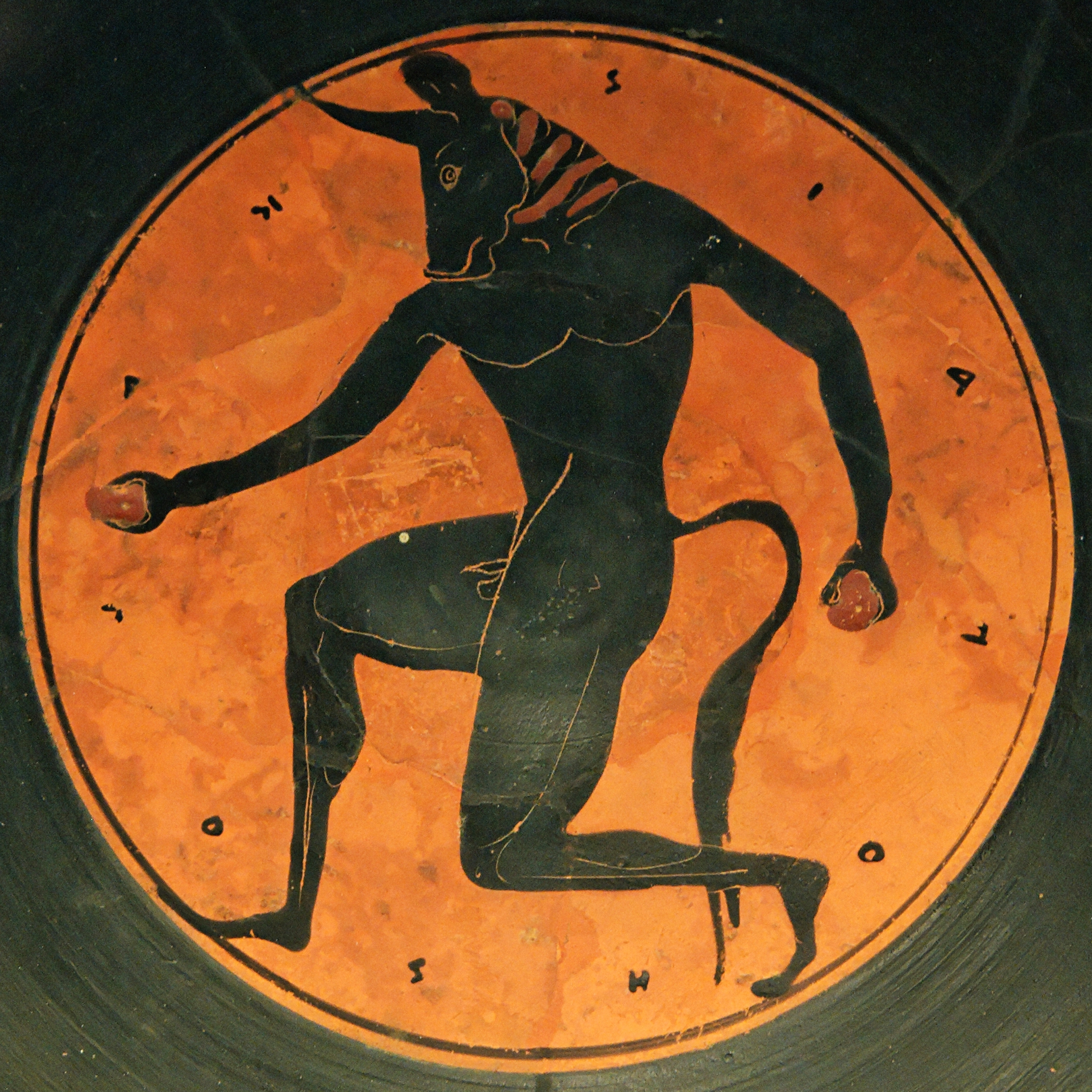
Minotauro
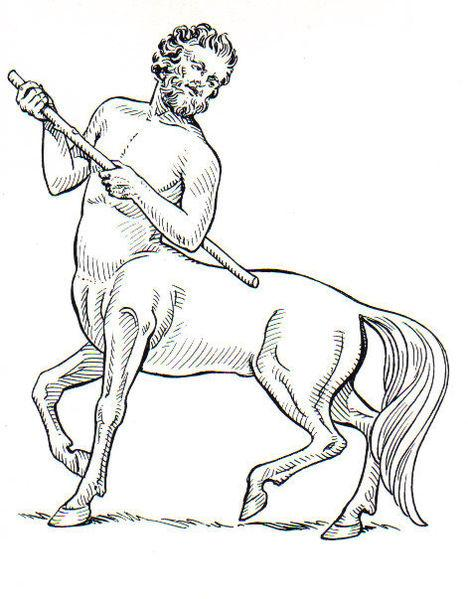
Centauro
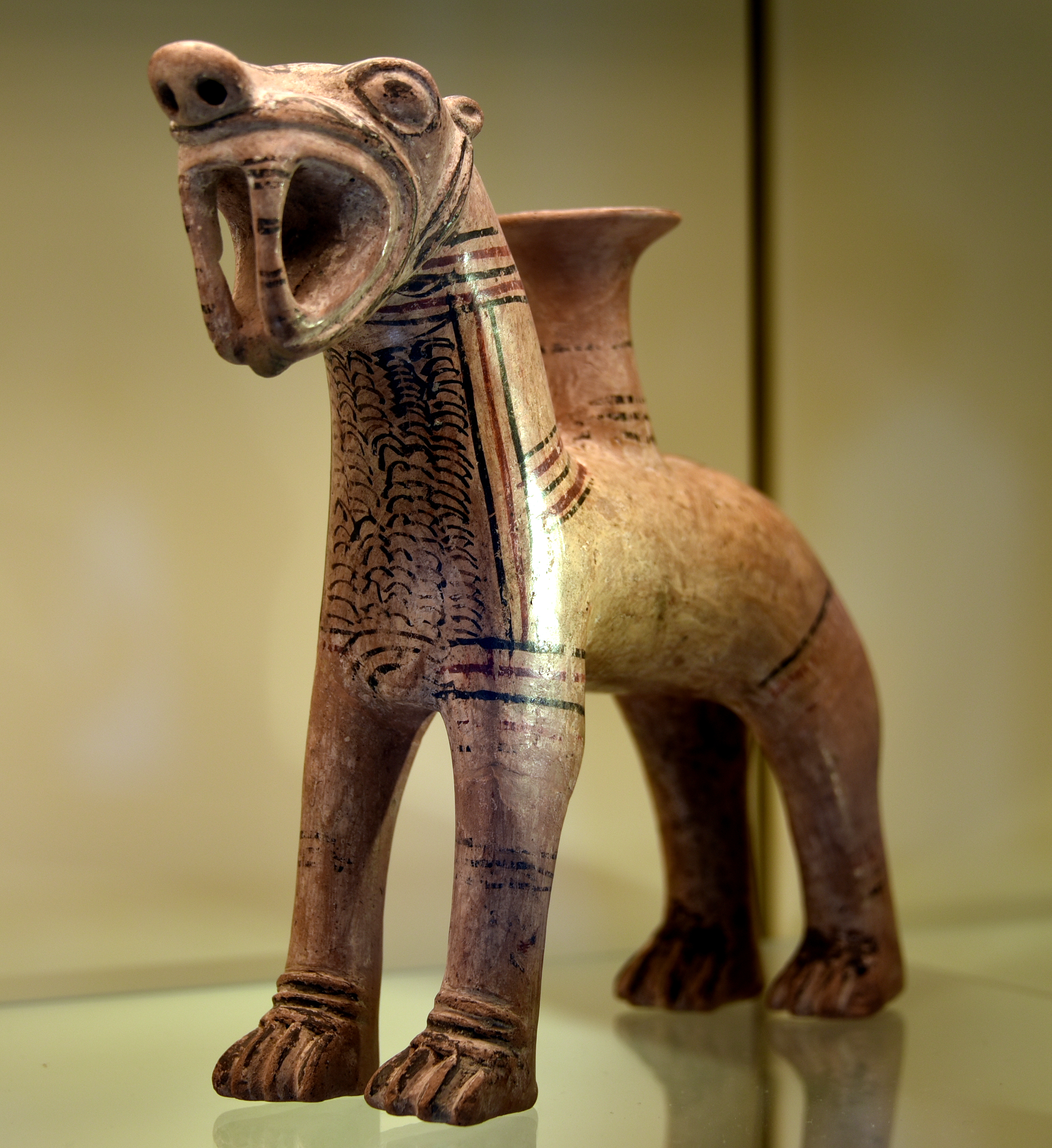
Rhyton zoomorfo (XIX secolo a.C. ca.) da Kültepe (coll. Pergamon Museum, Berlino)